# Milrem Type-X
Milrem Type-X — многоцелевая роботизированная боевая платформа эстонской компании Milrem Robotics.

## Общие сведения
В апреле 2020 года эстонская компания Milrem Robotics впервые рассказала о разработке многоцелевого робототехнического комплекса Type-X. В дальнейшем был продемонстрирован опытный образец. Испытания опытной платформы без боевого оснащения начались в январе 2021 года. В феврале эта платформа впервые продемонстрирована на выставке IDEX 2021 в Абу-Даби.
Milrem Type-X управляется дистанционно оператором, либо может передвигаться автономно по заранее намеченным точкам. Данный комплекс должен выполнять боевые задачи, при этом не подвергая риску личный состав. Машина имеет гусеничную конструкцию с броневой защитой, что увеличивает её проходимость.
Type-X спроектирован как несущая платформа, на которую можно устанавливать различные боевые модули: либо турели с автоматическими пушками до 50 мм, такими как John Cockerill CPWS II, либо другие системами вооружения, такими как ПТУР, ЗУР, радары, минометы и т. д. Тяжелое вооружение, которое может быть установлено на машине, означает, что Type-X обеспечивает равную или превосходящую огневую мощь и тактическое использование по сравнению с традиционными боевыми машинами пехоты.
В октябре 2020 года Милрем и израильская компания UVision объявили, что они совместно разрабатывают вариант Type-X и THeMIS, который может устанавливать пусковую установку залпового огня для барражирующих боеприпасов последнего Hero-120 и Hero-400EC.
Основное предназначение Type-X — укрепление и поддержка боевых возможностей механизированных подразделений, например, обеспечение защиты конвоев и охрана военных баз. Он может двигаться в колонне автономно, используя технологию «следуй за мной», давая подразделению дополнительные «глаза» и огневую мощь. Система также может использоваться для локализации и поражения целей с меньшей дальностью, а также для обеспечения поддержки с фланга.
Type-X предназначен для быстрого развертывания на театре боевых действий, либо с парашютом, либо с помощью тяжелого вертолета, обеспечивая жизненно важную огневую поддержку воздушно-десантным войскам. Для десантирования машины могут быть использованы транспортные самолеты и тяжелые вертолеты.

## Технические характеристики
- Масса - 12000 кг
- Длина - 6 м
- Ширина	- 2,9 м
- Высота	- 2,2 м
- Бронирование - противопульное, противоосколочное
- Вооружение - автоматическая пушка до 50 мм или другие различные системы вооружения, пулемет 7,62-мм пулемет
- Двигатель - электродвигатель, дизель-генератор
- Полезной нагрузки- 4100 кг
- Дорожный просвет -	50 см
- Максимальная скорость -80 км/ч